# Vila Vendolských
Vila Vendolských (též vila bratří Vendolských nebo Sudova vila) je rodinný dům čp. 112 v Nedvědici.
Je situována na skále nad silnicí vedoucí z Nedvědice směrem k hradu Pernštejn.

## Historie
Vila byla postavena v roce 1906. Realizátorem stavby byla stavební firma Jaroslava Hutaře, rodáka z Bystřice nad Pernštejnem a pozdějšího obyvatele Nedvědice. V roce 1999 proběhla generální rekonstrukce domu.
Ve vile se scházeli turisté – přátele básníka Petra Bezruče.